# Melymacra knighti
Melymacra knighti är en insektsart som beskrevs av Schwartz 2004. Melymacra knighti ingår i släktet Melymacra och familjen ängsskinnbaggar. Inga underarter finns listade i Catalogue of Life.